# Michael D. White

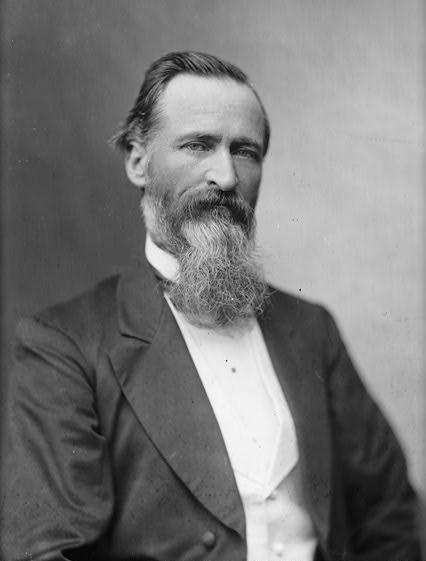
Michael D. White

Michael Doherty White (* 8. September 1827 im Clark County,  Ohio; † 6. Februar 1917 in Crawfordsville, Indiana) war ein US-amerikanischer Politiker. Zwischen 1877 und 1879 vertrat er den Bundesstaat Indiana im US-Repräsentantenhaus.

## Werdegang
Bereits im Jahr 1829 kam Michael White mit seinen Eltern in das Tippecanoe County in Indiana, wo er eine klassische Schulausbildung erhielt. Im Jahr 1848 zog er nach Crawfordsville, wo er das Wabash College besuchte. Danach war er für ein Jahr als Ladenangestellter tätig. Nach einem anschließenden Jurastudium und seiner im Jahr 1854 erfolgten Zulassung als Rechtsanwalt begann er in Crawfordsville zusammen mit Lew Wallace, der später durch seinen Roman „Ben Hur“ bekannt wurde, in diesem Beruf zu arbeiten. In den Jahren 1854 bis 1856 war White Staatsanwalt im Montgomery und im Boone County.
Politisch schloss sich White der Republikanischen Partei an. Zwischen 1860 und 1864 gehörte er dem Senat von Indiana an. Bei den Kongresswahlen des Jahres 1876 wurde er im neunten Wahlbezirk von Indiana in das US-Repräsentantenhaus in Washington, D.C. gewählt, wo er am 4. März 1877 die Nachfolge von Thomas J. Cason antrat. Da er im Jahr 1878 auf eine erneute Kandidatur verzichtete, konnte er bis zum 3. März 1879 nur eine Legislaturperiode im Kongress absolvieren.
Nach seinem Ausscheiden aus dem US-Repräsentantenhaus praktizierte Michael White bis 1911 als Anwalt in Crawfordsville. Danach zog er sich in den Ruhestand zurück. Er starb am 6. Februar 1917 im Alter von 89 Jahren.